# Cirrospilus atripropodeum
Cirrospilus atripropodeum är en stekelart som först beskrevs av Girault 1926.  Cirrospilus atripropodeum ingår i släktet Cirrospilus och familjen finglanssteklar. Inga underarter finns listade i Catalogue of Life.